# Friedrich Hoffmann (Wirtschaftswissenschaftler)

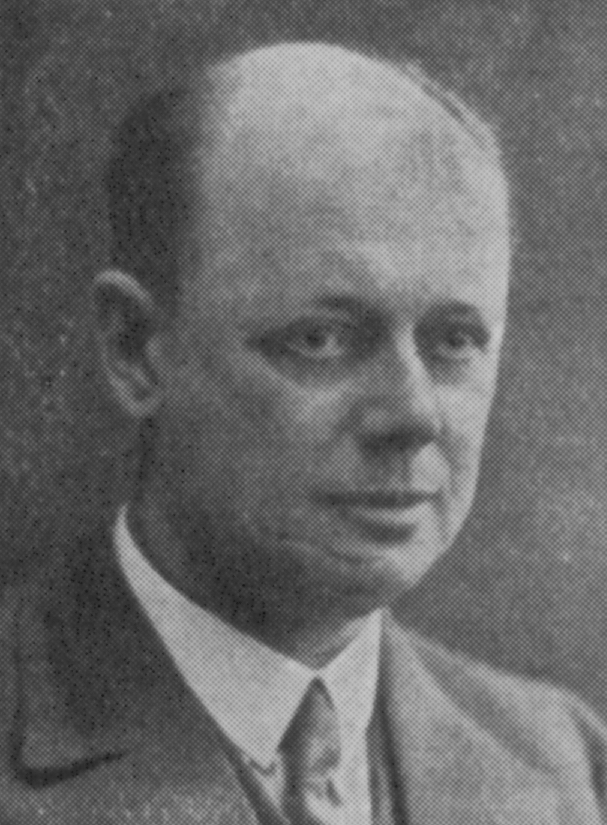
Friedrich Hoffmann

Friedrich Johannes Joachim Hoffmann (* 13. Oktober 1880 in Kiel; † 17. September 1963 ebenda) war ein deutscher Wirtschaftswissenschaftler.

## Leben
Friedrich Hoffmann wandte sich nach abgelegtem Abitur einem Studium der Wirtschaftswissenschaften an den Universitäten Kiel sowie Berlin zu, das er 1907 in Kiel mit dem Erwerb des akademischen Grades eines Dr. phil. abschloss. Er habilitierte sich 1909 für das Fach Wirtschaftliche Staatswissenschaften an der Universität Kiel, von 1911 bis 1914 war er Mitarbeiter des preußischen Unterrichtsministeriums.
Der 1914 zum Professor ernannte Friedrich Hoffmann wurde 1915 zum Ordinarius an der Technischen Hochschule Hannover, im Folgejahr wechselte er in gleicher Funktion an die Dârülfünûn in Istanbul, 1918 übersiedelte er als Professor und stellvertretender Direktor des Instituts für Weltwirtschaft und Seeverkehr an die Universität Kiel. 1922 folgte Hoffmann einem Ruf als ordentlicher Professor an die Universität Rostock, 1924 wechselte er an die Universität Münster; dort war er zusammen mit Werner Friedrich Bruck und Heinrich Weber Direktor des Instituts für Wirtschafts- und Sozialwissenschaften. 1931 nahm er einen Ruf an die Universität Greifswald an. 1935 kehrte er als Direktor des Instituts für Wirtschafts- und Sozialwissenschaft an die Universität Münster-Universität zurück. Zuletzt hatte er von 1941 bis zu seiner Emeritierung 1947 die ordentliche Professur der Staatswissenschaften an der Universität Kiel inne.

## Publikationen
- Die Geldwerttheorien der Anhänger und der Gegner des Currencyprinzips. Dissertation, Christian-Albrechts-Universität Kiel, 1907
- Kritische Dogmengeschichte der Geldwertheorien. Hirschfeld, Leipzig 1907 (Nachdruck: Zentralantiquariat der DDR, Leipzig 1976).
- Die Pflege der Wirtschafts- und Rechtswissenschaft an türkischen Hochschulen, In: Archiv für Wirtschaftsforschung im Orient, 1919
- Rohstofferzeugung, Rohstoffverteilung, Rohstoffkredit, In: Handbuch der Politik V, 3. Auflage, 1922
- Der Staat zwischen Wirtschaft und Kultur: Vortrag gehalten auf dem 4. Bundestage des deutschen Beamtenbundes, Verlagsanstalt des deutschen Beamtenbundes, 1924
- Die bündisch-revolutionäre Ideologie in der deutschen politischen Gegenwart: Rede gehalten zur Feier des 18. Januar, In: Band 35 von Greifswalder Universitätsreden, Bamberg, 1933
- zus. mit Werner Friedrich Bruck und Heinrich Weber Herausgeber der Münsterer Wirtschafts- und Sozialwissenschaftlichen Abhandlungen, Leipzig 1926 ff, ab 1929 Münster i.W., insgesamt 9 Hefte